# رز نامایونس
رز نامایونس (انگلیسی: Rose Namajunas؛ زادهٔ ۲۹ ژوئن ۱۹۹۲) کاراته‌کا، تکواندوکار و ورزشکار حرفه‌ای هنرهای رزمی ترکیبی اهل ایالات متحده آمریکا است. وی دارای کمربند مشکی کاراته و تکواندو، همچنین کمربند قهوه‌ای جوجیتسو برزیلی می‌باشد. او پیش‌تر برای ۲ دوره در فاصله سالهای ۲۰۱۷ تا ۲۰۱۹، همچنین از ۲۰۲۱ تا ۲۰۲۲ قهرمان دسته کاه‌وزن سازمان یواف‌سی بود.
او در حال حاضر در دسته مگس وزن زنان مسابقات سازمان یواف‌سی رقابت می‌کند. در ۱۳ مه ۲۰۲۵، او در رتبه‌بندی مگس وزن زنان یواف‌سی رتبه ۷ و در ۱۰ ژوئن ۲۰۲۵، در رتبه‌بندی پوند فور پوند زنان یواف‌سی رتبه ۱۲ را دارد.